# Eine neue Chance
Eine neue Chance ist ein US-amerikanisch-britisches Filmdrama aus dem Jahr 2007. Regie führte Susanne Bier, das Drehbuch schrieb Allan Loeb.

## Handlung
Audrey Burke ist mit Brian verheiratet und hat zwei Kinder. Brian wird erschossen, als er einer Frau zur Hilfe kommt, die von ihrem Partner auf offener Straße verprügelt wird. Audrey baut Kontakt zu Jerry Sunborne auf, dem besten Freund ihres Mannes. Bis dahin war Audrey immer gegen die Freundschaft der Männer und versuchte auch, den Kontakt der beiden zu unterbinden. Der heroinabhängige Jerry zieht letztendlich ins Gästehaus der Familie und übernimmt unwillentlich nach und nach Aufgaben des Verstorbenen, sowohl in der Vaterrolle als auch als Stütze für Audrey. Er besteht die Prüfung für eine Maklerlizenz. Obwohl Jerry wegen seines Drogenproblems eine Gruppentherapie besucht, wird er rückfällig und erlebt einen mehrtägigen andauernden Trip, der ihm schwer zusetzt. Dennoch kann er sich schließlich wieder aufrappeln, lässt sich von Audrey von einer Rehabilitationsmaßnahme überzeugen. Nach der Reha möchte er eine eigene Wohnung und einen Job suchen und Audrey die Kosten der Reha zurückzahlen.

## Kritiken
Kirk Honeycutt schrieb in der Zeitschrift The Hollywood Reporter vom 9. Oktober 2007, der Film sei eine „haltlose“ Mischung aus einer „schnulzigen“ Geschichte über die Drogenentwöhnung und einer Geschichte über ein seltsames Paar. Es sei erfrischend, dass Halle Berry und Benicio Del Toro Rollen spielen würden, die „zweifelsfrei“ für weiße Schauspieler geschrieben worden seien. Die „dramaturgische Intensität“ des Films sei normalerweise aus den Top-Beiträgen des Sundance Film Festivals bekannt, die für kleines erwachsenes Publikum bestimmt seien. Die Darstellung von Halle Berry sei „solide“.
Todd McCarthy schrieb in der Zeitschrift Variety vom 11. Oktober 2007, die Darstellung von Benicio Del Toro in der „Studie über Verlust, Hingabe und Katharsis“ sei „energiebeladen“ („live-wire“). Die Regisseurin nähere sich auf eine erfrischende Weise konventionellen Themen, aber die Geschichte biete nur eingeschränkte dramaturgische Möglichkeiten. Halle Berry wirke in ihrer Rolle „glaubhaft“, aber auch „geisterhaft“ und „abwesend“. Die Aussichten des Films auf Kinoeinnahmen seien „bescheiden“.

## Hintergründe
Der Film wurde in Vancouver gedreht. Seine Produktionskosten betrugen schätzungsweise 16 Millionen US-Dollar. Er ist der erste englischsprachige Film der dänischen Regisseurin Susanne Bier.
Der Film hatte seine Weltpremiere am 26. September 2007 auf dem Festival Internacional de Cine de Donostia-San Sebastián. Am 4. Oktober 2007 wurde er auf dem Mill Valley Film Festival vorgeführt; am 24. Oktober 2007 wurde er am The Times bfi London Film Festival gezeigt. Die breite Veröffentlichung in den Kinos der USA startete am 19. Oktober 2007, in Deutschland am 29. Mai 2008.